# DTDP-dihidrostreptoza—streptidin-6-fosfat dihidrostreptoziltransferaza
DTDP-dihidrostreptoza—streptidin-6-fosfat dihidrostreptoziltransferaza (EC 2.4.2.27, timidin difosfodihidrostreptoza-streptidin 6-fosfat dihidrostreptoziltransferaza) je enzim sa sistematskim imenom dTDP-L-dihidrostreptoza:streptidin-6-fosfat dihidrostreptoziltransferaza. Ovaj enzim katalizuje sledeću hemijsku reakciju
dTDP--dihidrostreptoza + streptidin 6-fosfat {\displaystyle \rightleftharpoons } dTDP + O-(1->4)-alfa-L-dihidrostreptozil-streptidin 6-fosfat

## Literatura
- Nicholas C. Price; Lewis Stevens (1999). Fundamentals of Enzymology: The Cell and Molecular Biology of Catalytic Proteins (Third изд.). USA: Oxford University Press. ISBN 019850229X.
- Eric J. Toone (2006). Advances in Enzymology and Related Areas of Molecular Biology, Protein Evolution (Volume 75 изд.). Wiley-Interscience. ISBN 0471205036.
- Branden C; Tooze J. Introduction to Protein Structure. New York, NY: Garland Publishing. ISBN 0-8153-2305-0.
- Irwin H. Segel. Enzyme Kinetics: Behavior and Analysis of Rapid Equilibrium and Steady-State Enzyme Systems (Book 44 изд.). Wiley Classics Library. ISBN 0471303097.

## Spoljašnje veze
- DTDP-dihydrostreptose---streptidine-6-phosphate+dihydrostreptosyltransferase на 